# Daniela Luchessi
Daniela Susana Luchessi (Buenos Aires, 7 novembre 1978) è un'ex cestista argentina.

## Carriera
Con l'Argentina ha disputato i Campionati mondiali del 1998 e due edizioni dei Campionati americani (1999, 2001).